# Chaba (Dekan)
Chaba ist der altägyptisch-astronomische Oberbegriff für die Bezeichnung eines Dekans. Im Plural werden alle Dekane Chabas (Seelen der Toten) genannt. 
Heinrich Brugsch erkannte bereits 1883 den Zusammenhang des Begriffs Chaba im Kontext mit der altägyptischen Astronomie, konnte aber seinerzeit keine ausreichenden Argumente für die Ableitung nennen. Spätere Wörterbücher übernahmen daher zunächst die von Richard-Anthony Parker und Otto Neugebauer verwendeten Oberbegriffe Stern, Sternenheer, Tausende von Sternen. 
Neue Untersuchungen für die Zeit nach dem Neuen Reich belegen jedoch zweifelsfrei die Übersetzung von Heinrich Brugsch. Die Ableitung Seele des Toten (Seele der Mumie) ist durch die Darstellung einer knienden Frau im Himmelsbild von Dendera zusätzlich beschrieben. Im heiligen Buch des Hermes an Askeplios erscheint die kniende Frau in diesem Zusammenhang als Mumie. 